# Kamencové jezero
Der Kamencové jezero (deutsch Alaunsee) ist ein Badesee und Naturdenkmal in Tschechien.

## Geographie
Der Alaunsee ist einer der beiden großen Seen in Chomutov (deutsch Komotau). Er befindet sich im Nordböhmischen Becken, einen reichlichen Kilometer  nördlich des Stadtzentrums von Chomutov  in 337 m ü. M. Am Ufer befand sich der 1952 aufgelöste Weiler Kamencovna (deutsch Alaunhütte), an dessen Stelle heute ein Restaurant und ein Gebäude des Tierparks zu finden ist.
Nördlich des Sees verläuft die Bahnstrecke Ústí nad Labem–Chomutov, dahinter liegt der Tierpark Chomutov. Östlich liegt der Stausee Otvice (Großer Teich), im Norden der kleinere Kamenný rybník (Steinteich) und im Nordwesten der Červený rybník (Roter Teich).

## Geschichte

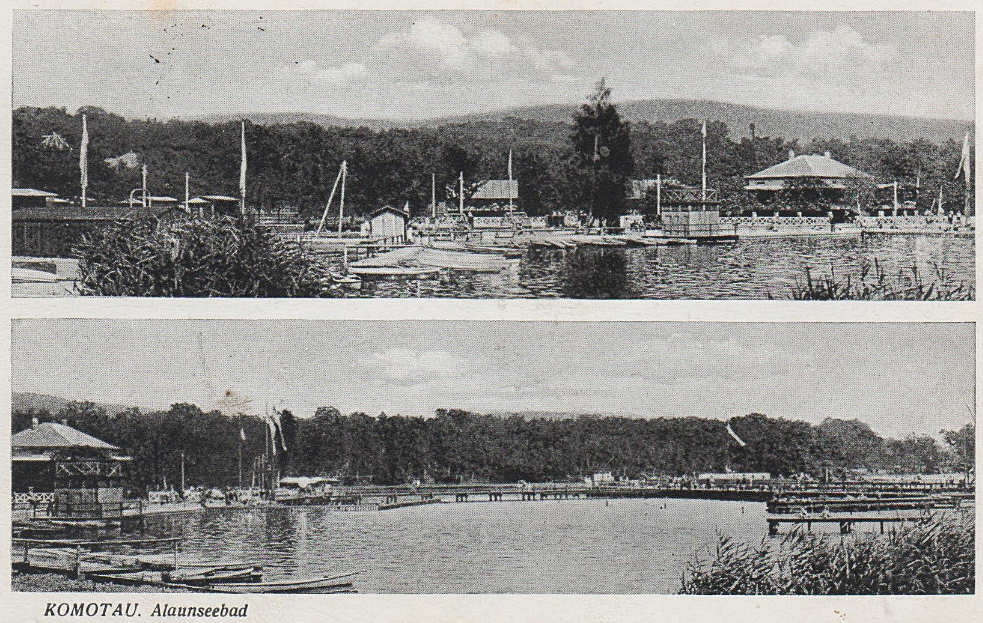
Komotau, Alaunseebad

Der Ursprung des Sees geht auf den grossen See bei den Geheegen zurück, der 1466 im ersten Grundbuch von Komotau erwähnt wird. 1564 kaufte eine Gesellschaft mehrere Grundstücke am See zum Betrieb eines Bergwerks, aus dem der 1588 aufgenommenen Komotauer Alauntagebau hervorging. Das Wasser des Sees war für den Betrieb des Alaunwerkes sehr hinderlich, so dass es durch einen Stollen abgeleitet werden sollte, was aber auf Dauer nicht gelang. Nach der Einstellung der Grube im Jahre 1777 füllte sich auch das Restloch mit Wasser. Der dadurch entstandene See ist der weltweit einzige Alaunsee; ein weiterer bestand in Kanada, dieser ist aber ausgetrocknet. Im 19. Jahrhundert entstand am nordwestlichen Ufer des Sees das Eisenbad Alaunhütte.
Der 16,25 ha große und knapp 3,5 m tiefe See dient heute als Badesee und bildet mit dem Stausee Otvice ein zusammenhängendes Erholungsgebiet. Eine Besonderheit ist die Zusammensetzung des Wassers, das etwa ein Prozent Alaun sowie Stickstoffe, Nitrate, Chloride, Ammoniak und Eisen enthält. Wegen des für den Menschen unschädlichen hohen Alaungehaltes ist das Gewässer biologisch tot, dadurch können sich auch trotz der geringen Wassertiefe keine Algen und Blaualgen entwickeln. Am See befindet sich ein Kurbad.
Bekanntheit erlangte der See auch durch das 1877 von Ernst Gustav Doerell geschaffenen Gemälde Der Alaunsee bei Komotau.